# تابالوس

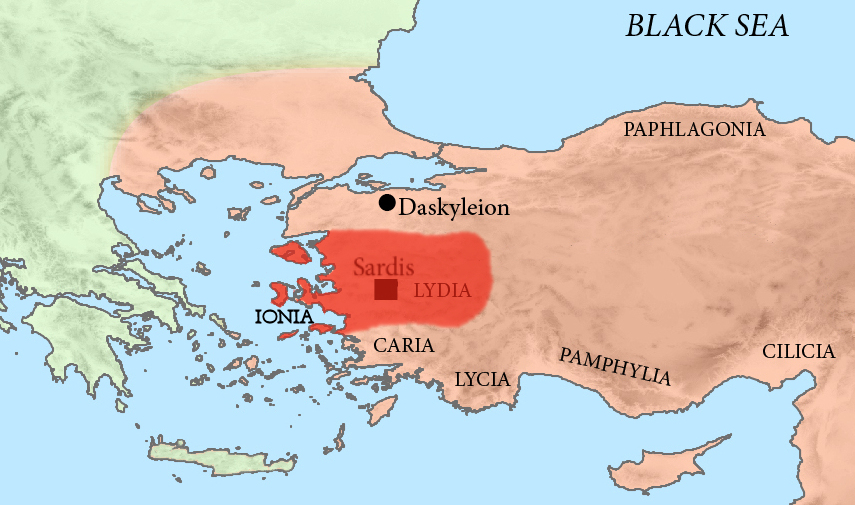
تابالوس اولین ساتراپ لیدیه به پایتختی سارد بود.

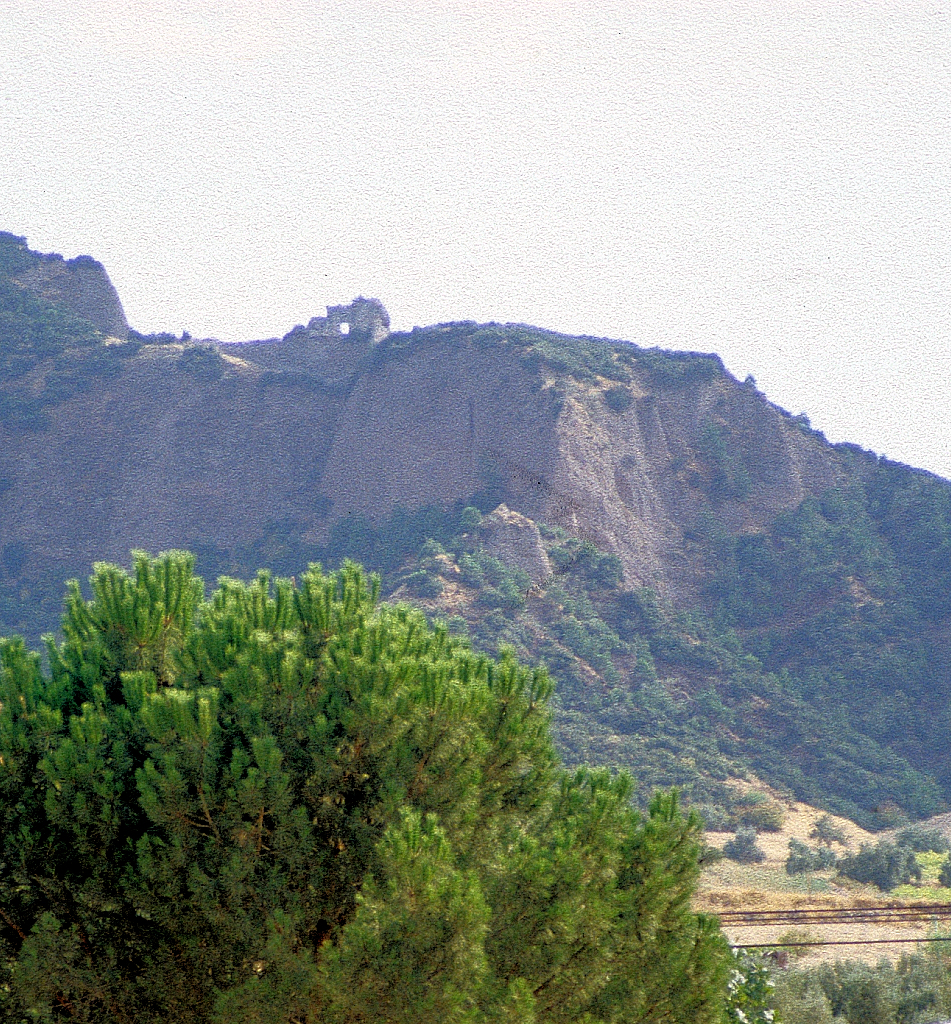
بقایای آکروپولیس سارد جایی که تابالوس از شورش لیدیان به آن پناه برد.

تابالوس پارسی (به یونانی: Τάβαλος) اولین ساتراپ سارد بود. کوروش دوم وی را پس از فتح لیدیه، در حدود ۵۴۶ پ. م به این مقام گمارد. هرودوت در تاریخ خود از او نام می‌برد:
به تازگی، سارد را به فردی پارسی به نام تابالوس سپرده‌اند و فردی بنام پاکتیاس به قصد دستیابی به طلای کرزوس و لیدیایی‌ها شوریده‌است، او (کوروش بزرگ) خود را به اکباتانا (هگمتانه) رساند و کروزوس را با خود برد و قصد داشت که خود برای مقابله با ایونی‌ها وارد عمل نشود. زیرا وی بابل و ملت باختریان و ساکاها و مصریان را در دستان خود داشت. او فکر می‌کرد که خود لشکری را علیه آنها هدایت کند و فرمانده دیگری را علیه ایونی‌ها بفرستد.— هرودوت ۱٫۱۵۳

این فرد همان تابالوس بود که به دام پاکتیاس لیدیایی افتاده در آکروپلیس وقتی که او شورش کردند و بر راهپیمایی سارد بعد در همان سال:
دیری نپایید که کوروش از سارد دور شد و پاکتیاس باعث شد که لیدیان علیه تابالوس و کوروش قیام کنند و به سمت پایین دریا رفت، آنجا که تمام طلای سارد قرار داشت، سربازانی را استخدام کرد و مردان ساحل را ترغیب کرد که به ارتش او بپیوندند. سپس به طرف سارد حرکت کرد، او در آکروپولیس تابالوس را به دام انداخت و او را در آنجا محاصره کرد.— هرودوت ۱٫۱۵۴